# Fubine
Fubine é uma comuna italiana da região do Piemonte, província de Alexandria, com cerca de 1.684 habitantes. Estende-se por uma área de 25 km², tendo uma densidade populacional de 67 hab/km². Faz fronteira com Altavilla Monferrato, Cuccaro Monferrato, Felizzano, Quargnento, Vignale Monferrato.

## Demografia
| Variação demográfica do município entre 1861 e 2011                               |
|                                                                                   |
| Fonte: Istituto Nazionale di Statistica (ISTAT) - Elaboração gráfica da Wikipedia |